# 50-та окрема бригада оперативного призначення (РФ)
50-та окрема бригада оперативного призначення (50 ОБрОП, в/ч 3660) — тактичне з'єднання Військ національної гвардії, раніше Внутрішніх військ МВС Росії.  Пункт постійної дислокації — смт. Козацькі Лагері (Ростовська область).

## Історія
З'єднання веде історію від 100 дивізії оперативного призначення МВС СРСР, яка була створена 1 жовтня 1989 року. 100-а дивізія у свою чергу сформована на базі 14-ї танкової дивізії (формування 1974 року), що дислокувалась у м. Новочеркаськ, м. Каменськ-Шахтинський, смт. Козацькі Лагері, п. Персіановський та перебувала в окружному підпорядкуванні ПКВО.
Перше бойове завдання бійці дивізії отримали в Нагірно-Карабаській автономній області (НКАО) Азербайджанської РСР (АзРСР) в ході вірмено-азербайджанського конфлікту, що розгорівся там. Надалі військовослужбовці 100-ї дивізії оперативного призначення брали участь у першій та другій чеченських війнах.
З травня по листопад 1992 р. військовослужбовці 100-ї дивізії оперативного призначення брали участь в операціях з підтримки надзвичайного стану в Дагестані, Кабардино-Балкарії, Карачаєво-Черкесії. З листопада 1992 по грудень 1994 року. 100-та дивізія оперативного призначення перебувала у зоні осетино-інгушського конфлікту.
У 2006 році дивізія була реорганізована до 50-ї окремої бригади оперативного призначення.
У листопаді 2022 року зведений загін бригади було перекинуто на російсько-український фронт у Луганську область.
За час існування з'єднання, дванадцяти військовослужбовцям бригади присвоєно звання Герой Російської Федерації, десятьом із них — посмертно.

## Структура
- 143 полк оперативного призначення в/ч 6910 (п. Козацькі Лагері)
- 186-й окремий інженерно-саперний батальйон, в/ч 3666 (смт. Козацькі Лагері)
- 7-й загін спеціального призначення «Росіч», в/ч 3719 (м. Новочеркаськ)[3].